# Tianyulong confuciusi

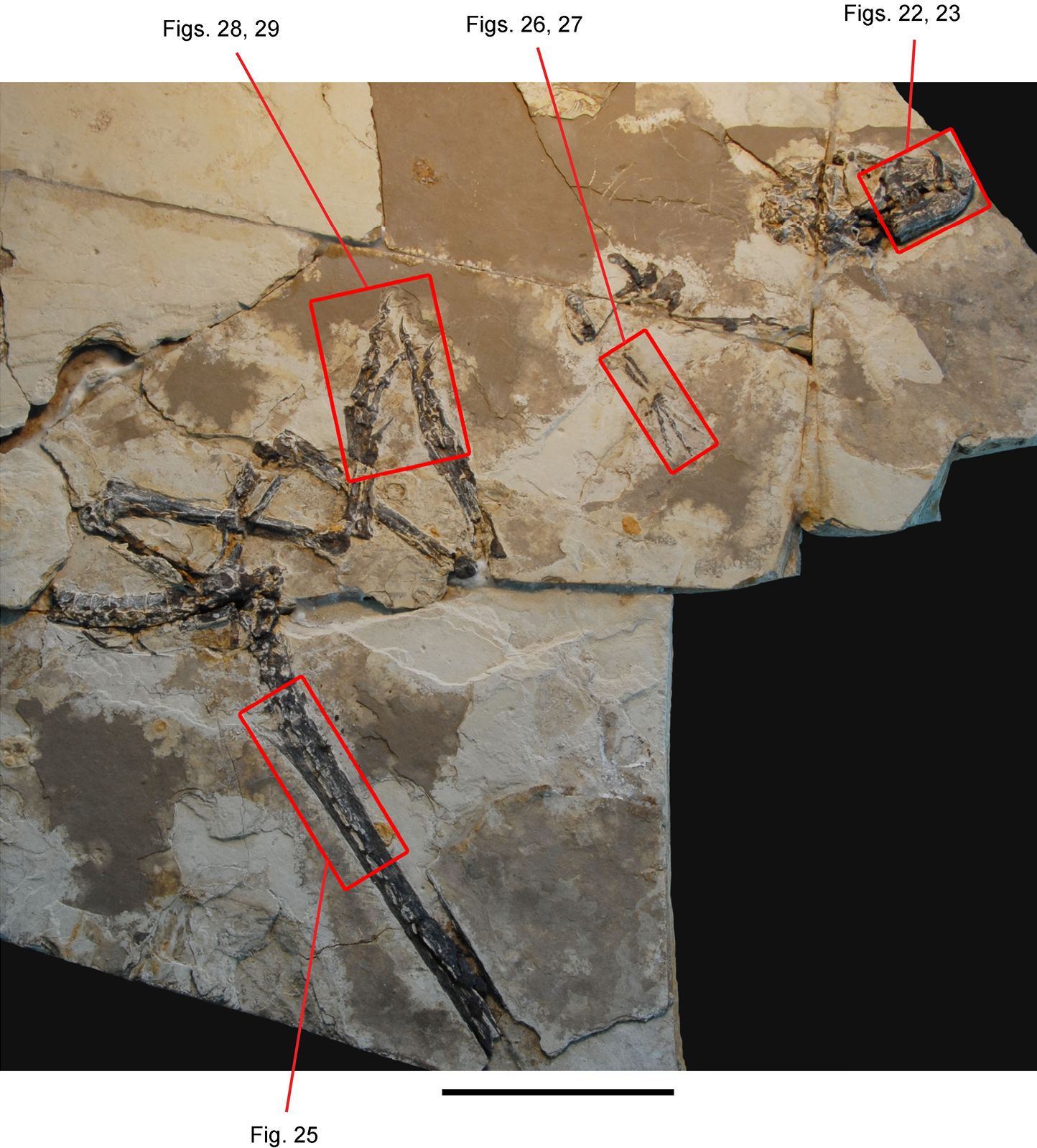
Scheletro di Tianyulong confuciusi

Il Tianyulong confuciusi è un dinosauro del primo Cretaceo (144-99 milioni di anni fa) i cui resti sono stati trovati nella parte occidentale della provincia di Liaoning, in Cina e descritti scientificamente nel 2009 da Xiao-Ting Zheng, Hai-Lu You, Xing Xu e Zhi-Ming Dong. L'olotipo è un esemplare subadulto per il quale è stata stimata una lunghezza di circa 70 cm.
L'animale è stato classificato tra gli eterodontosauridi. Il ritrovamento ha esteso la distribuzione geografica di questa famiglia all'attuale Asia e ne ha confermato la presenza nel primo Cretaceo.
Una caratteristica di questo dinosauro ornistisco è la presenza di lunghi filamenti sul corpo che gli studiosi che lo hanno descritto mettono in relazione con le "protopiume" e piume già osservate su diversi saurischi teropodi (per quanto riguarda gli ornitischi, invece, il solo caso di "qualcosa che si avvicina alle piume" sono le strutture simili a setole trovate in alcuni esemplari del genere Psittacosaurus). Questo può far pensare che strutture come queste fossero presenti già in un antenato comune di saurischi e ornitischi. L'altra ipotesi è che si tratti di strutture simili sviluppatesi però in modo indipendente all'interno dei due gruppi.